# Richard Trevithick
Richard Trevithick (13. dubna 1771, Illogan, Cornwall, Spojené království – 22. dubna 1833, Dartford, Kent, Spojené království) byl britský vynálezce, inženýr a konstruktér první funkční parní lokomotivy.
Trevithick vyrůstal v cornwallských dolech, kde byl jeho otec důlním mistrem a byl od dětství v kontaktu s parními stroji, které zde sloužily k pumpování vody k povrchu. Právě tady zahájil svoji kariéru úspěšného vynálezce – vynalezl a zprovoznil vysokotlaký parní stroj. Do té doby se používal nízkotlaký pohon vynalezený Thomasem Newcomenem a zdokonalovaný Jamesem Wattem a Matthewem Boultonem.
Po úspěšných pokusech s modely a aplikaci na nepohyblivých strojích v dolech zkonstruoval Trevithick v roce 1801 první parní stroj schopný samostatného pohybu. Pojmenoval ho "The Puffing Devil" (Bafající ďábel) a úspěšně ho otestoval v Camborne v Cornwallu. V roce 1802 si pak nechal vysokotlaký parní stroj patentovat.
Roku 1804 se mu podařilo dokončit vůbec první lokomotivu. Jeho patron a majitel patentů, rudný magnát Samuel Homfray uzavřel sázku o 500 guineí se svým konkurentem Richardem Crawshayem, že Trevithickova parní lokomotiva odveze 10 tun železné rudy po trati z Penydarrenu do Abercynononu (tento úsek byl cca 15,69 km dlouhý). Lokomotiva se osvědčila, odvezla 10 tun rudy, pět vagonů a sedmdesát lidí za čtyři hodiny a pět minut průměrnou rychlostí 3,9 km/h (cca bežná rychlost chůze).
Mezi další významné vynálezy a projekty, kterých se účastnil, patří mimo jiné dolování tunelu pod Temží, návrhy na vyzdvihování lodních vraků, několik zemědělských strojů a metody zúrodňování krajiny. Strávil také jedenáct let v Jižní Americe prací pro majitele tamních stříbrných dolů.

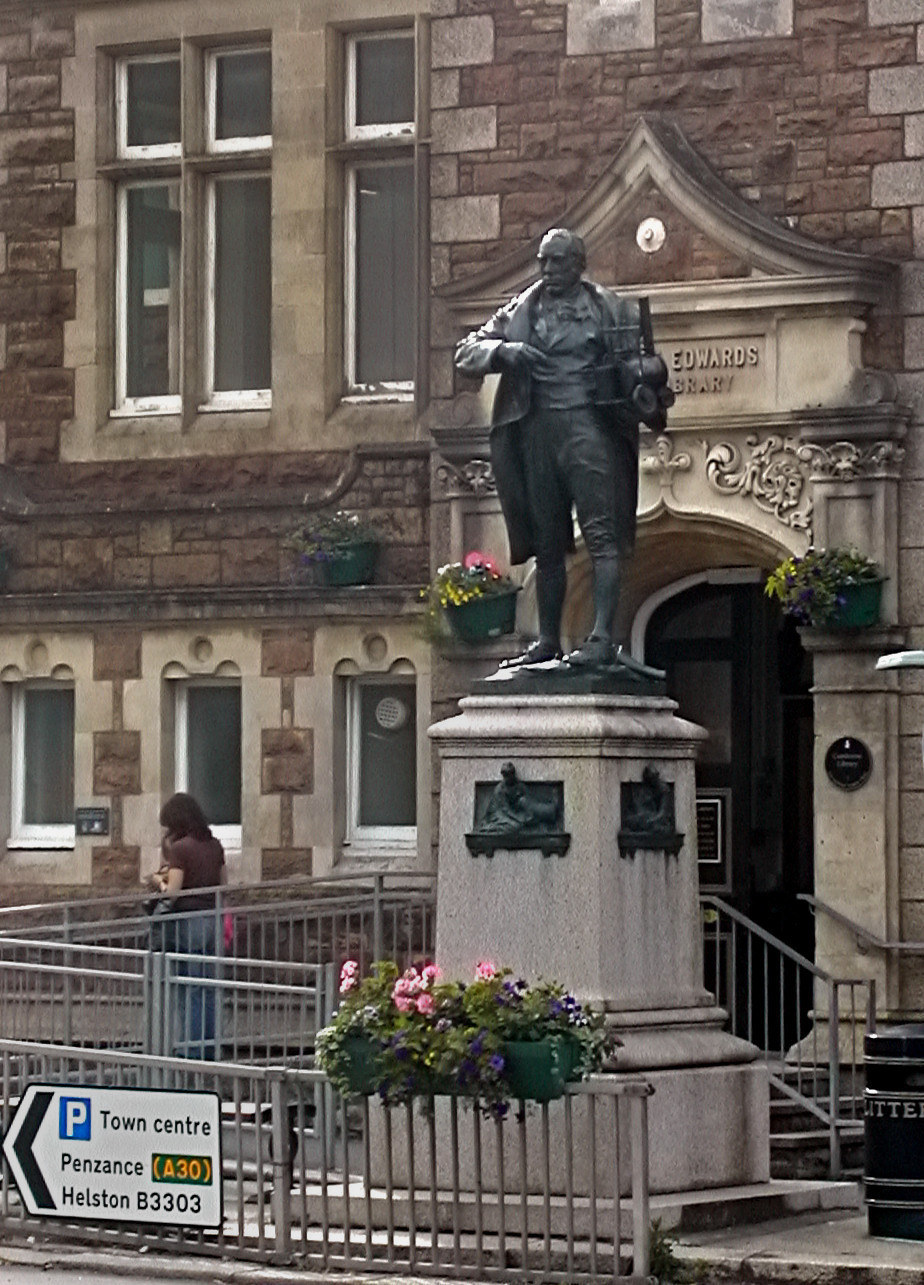
Trevithickova socha před knihovnou v Camborne, Cornwall

Richard Trevithick zemřel v hotelu Bull v Dartfordu ráno 22. dubna 1833. Byl pohřben v neoznačeném hrobě tamtéž. Památku Richarda Trevithicka připomíná jeho socha před cambornskou knihovnou, kde je zpodobněn s jedním ze svých modelů. V Camborne v Cornwallu je také každoročně pořádán Den Richarda Trevithicka.